# Red Bull Racing RB20
Der Red Bull Racing RB20 ist der Formel-1-Rennwagen von Red Bull Racing für die Formel-1-Weltmeisterschaft 2024. Das Auto, das der Nachfolger des äußerst erfolgreichen RB19 ist, wurde am 15. Februar 2024 im Teamwerk in Milton Keynes enthüllt. Der RB20 wurde vom amtierenden Weltmeister Max Verstappen und seinem Teamkollegen Sergio Pérez gefahren und feierte sein Wettbewerbsdebüt beim Großer Preis von Bahrain 2024.

## Technik und Entwicklung
Wie alle Formel-1-Fahrzeuge des Jahres 2024 ist der Red Bull Racing RB20 ein hinterradangetriebener Monoposto mit einem Monocoque aus kohlenstofffaserverstärktem Kunststoff (CFK). Außer dem Monocoque bestehen auch viele weitere Teile des Fahrzeugs, darunter die Karosserieteile und das Lenkrad, aus CFK. Auch die Bremsscheiben sind aus einem mit Kohlenstofffasern verstärkten Verbundwerkstoff.
Der RB20 ist das Nachfolgemodell des Red Bull Racing RB19.
Angetrieben wird der RB20 von einem 1,6-Liter-V6-Motor von Honda in der Fahrzeugmitte mit Turbolader sowie einem 120 kW starken Elektromotor; es ist also ein Hybridelektrokraftfahrzeug. Die Kraft überträgt ein sequentielles, mit Schaltwippen betätigtes Achtganggetriebe. Das Fahrzeug hat nur zwei Pedale, ein Gaspedal (rechts) und ein Bremspedal (links). Genau wie viele andere Funktionen wird die Kupplung, die nur beim Anfahren aus dem Stand gebraucht wird, über einen Hebel am Lenkrad bedient.
Das Fahrzeug ist 2000 mm breit, 970 mm hoch und mehr als 5000 mm lang. Das Gewicht beträgt einschließlich Fahrer 798 kg. Der Wagen hat 305 mm breite Vorderreifen und 405 mm breite Hinterreifen des Einheitslieferanten Pirelli auf 18-Zoll-Rädern.
Der RB20 verfügt, wie alle Formel-1-Fahrzeuge seit 2011, über ein Drag Reduction System (DRS), das durch Flachstellen eines Teils des Heckflügels den Luftwiderstand des Fahrzeugs auf den Geraden verringert, wenn es eingesetzt werden darf. Auch das DRS wird mit einem Schalter am Lenkrad des Wagens aktiviert.
Der RB20 ist mit dem Halo-System ausgestattet, das einen zusätzlichen Schutz für den Kopf des Fahrers bietet.

## Saisonverlauf

### Vorsaison
Nach dem Test vor der Saison in Sakhir auf dem Bahrain International Circuit soll der amtierende Weltmeister Max Verstappen mit den Eigenschaften des Autos „zufrieden“ gewesen sein; Red Bull, der nur am ersten Testtag an der Spitze stand, entschied sich, sich nicht auf Rundenzeiten zu konzentrieren.

### Eröffnungsrunden: Dominante Form

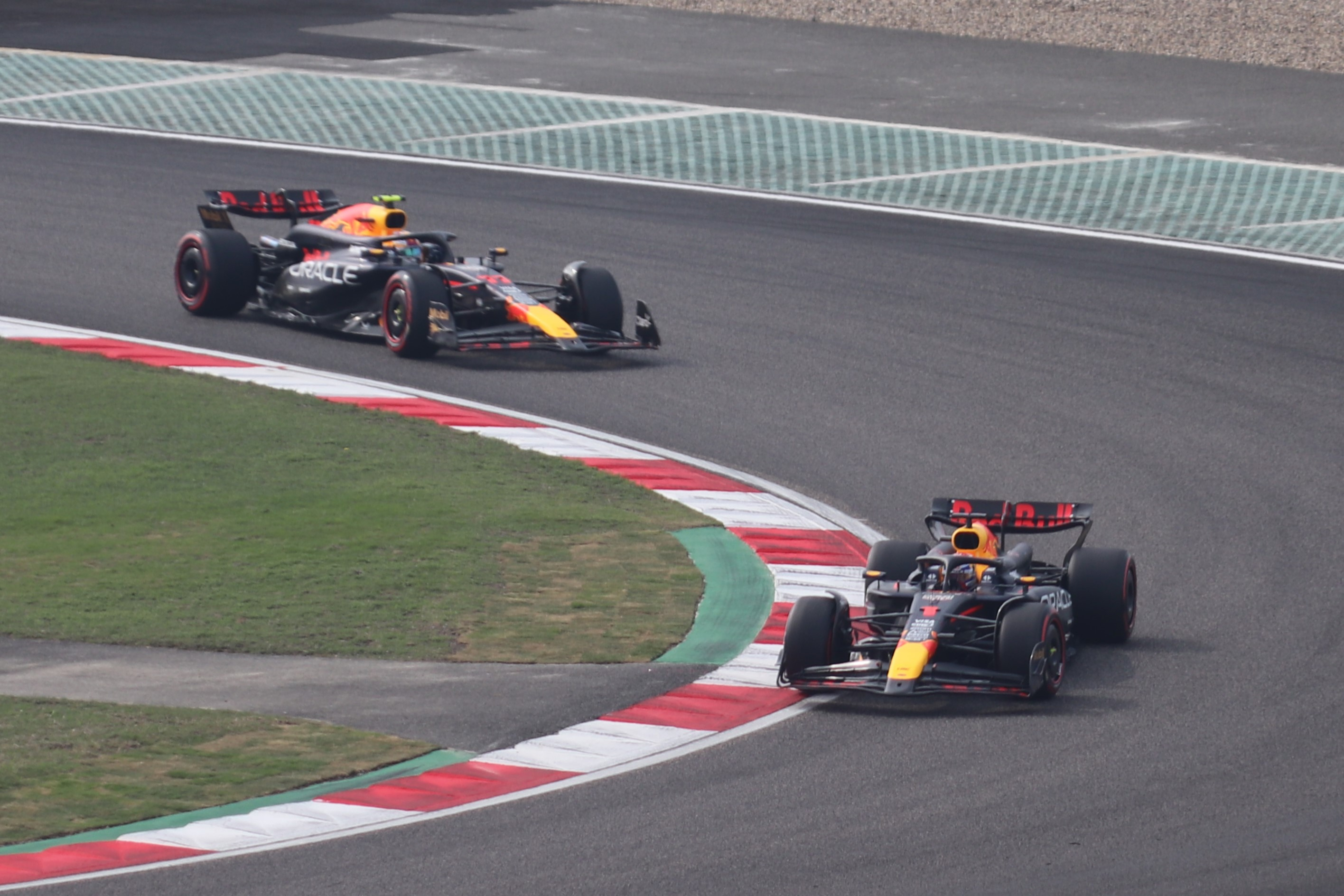
Max Verstappen führt vor Sergio Pérez während der Qualifikation für den Großen Preis von China 2024

Das Tempo des RB20 wurde beim anschließenden Großer Preis von Bahrain bestätigt, bei dem Verstappen die Pole Position holte; im Rennen selbst erzielte er dann seinen fünften Grand Slam seiner Karriere. Sein Teamkollege Pérez wurde Zweiter, 22 Sekunden hinter ihm. Verstappen holte beim Großen Preis von Saudi-Arabien einen weiteren dominanten Sieg. Unterdessen belegte Teamkollege Pérez erneut den zweiten Platz, diesmal 13 Sekunden hinter ihm. Dies war Verstappens 100. Podestplatz in seiner Karriere.
Beim Großen Preis von Australien geriet Polesitter Verstappen früh in Schwierigkeiten, nachdem er einen Bremsschaden erlitt. Dies war sein erster Ausfall seit über zwei Jahren, wodurch Carlos Sainz von Ferrari einen Sieg erringen konnte. Weitere Siege und doppelte Podiumsplätze im Großen Preis von Japan und Großen Preis von China folgte. Beim Großen Preis von Miami stand Verstappen nach seinem Sprintsieg kurz vor dem Sieg, prallte jedoch gegen einen Poller und beschädigte seinen Unterboden. Eine Safety-Car-Phase ermöglichte es dann Lando Norris, Verstappen zu überholen und seinen ersten Grand Prix-Sieg zu erringen. Pérez kam unterdessen als Vierter ins Ziel.

### Saisonmitte: Zweit - Drittschnelltes Auto
Beim Großen Preis der Emilia-Romagna führte Verstappen von der Pole-Position aus die meiste Zeit des Rennens und gewann schließlich, obwohl Norris in der Schlussphase näher kam, während Pérez Achter wurde, sein erstes Ergebnis außerhalb der Top 5 in dieser Saison. Beim Großen Preis von Monaco qualifizierte sich Verstappen auf den sechsten Platz und beendet auch auf den sechsten Platz, während Pérez in eine heftige Kollision mit den Haas Autos geriet, bei der alle drei Fahrer ausfielen. Verstappen gewann den Großen Preis von Kanada nach einem knappen Qualifying mit George Russell, wobei das Rennen unter Zwischenbedingungen ausgetragen wurde, die Änderungen an den Nassmischungen erleichterten. Er gewann auch den Großen Preis von Spanien. Verstappen kam in beiden Rennen vor Norris ins Ziel. Pérez hingegen schaffte es in beiden Rennen nicht unter die ersten Fünf; er schied in Kanada aus, nachdem er das Auto gedreht und seinen Heckflügel gebrochen hatte, und wurde in Spanien Achter.
Verstappen holte sich die Pole Position und gewann das Sprintrennen des Großen Preises von Österreich. Er war auf gutem Kurs, das Hauptrennen ebenfalls von der Pole Position aus zu gewinnen, bevor ein langsamer Stopp Norris ins Rennen brachte. Die beiden kämpften um die Führung, bevor sie in Runde 64 kollidierten, was zu Reifenschäden an beiden Autos führte und insbesondere Norris einen Schaden davontrug, der das Rennen beendete. Verstappen erhielt für das Verursachen des Vorfalls zudem eine Zeitstrafe, die seinen endgültigen fünften Platz jedoch nicht beeinflusste. Unterdessen belegte Pérez hinter Nico Hülkenberg den siebten Platz, nachdem Hülkenberg ihn in der Schlussphase des Rennens überholt hatte. Der Großen Preis von Großbritannien war für beide Red Bull-Fahrer besonders knifflig, da Verstappen und Pérez während des Qualifyings Fehler machten, die Pérez aus dem Q1 warf und Verstappen einen Schaden am Unterboden verursachte. Verstappen, dessen Unterboden nach dem Qualifying ausgetauscht wurde, wurde Zweiter, nachdem er sich im Feld nach vorn gearbeitet hatte, während Pérez den 17. Platz belegte. Der Großen Preis von Ungarn verlief nicht besser: Verstappen hatte Probleme mit der Handling und dem Tempo des Autos, während Pérez zum zweiten Mal in Folge im Q1 ausschied. Während Pérez sich noch auf den siebten Platz erholte, wurde Verstappen nach einer Kollision mit Lewis Hamilton Fünfter, wodurch er hinter Charles Leclerc zurückfiel. Beim Großen Preis von Belgien musste Verstappen, der im Qualifying die schnellste Zeit fuhr, eine Startplatzstrafe hinnehmen. Teamkollege Pérez, der im Qualifying die zweitschnellste Zeit fuhr, startete zum ersten Mal seit dem Großen Preis von China aus der ersten Reihe. Im Rennen fiel Pérez jedoch vom zweiten auf den siebten Platz zurück, während Verstappen, der als Elfter gestartet war, (aufgrund der Disqualifikation von George Russell) Vierter wurde.

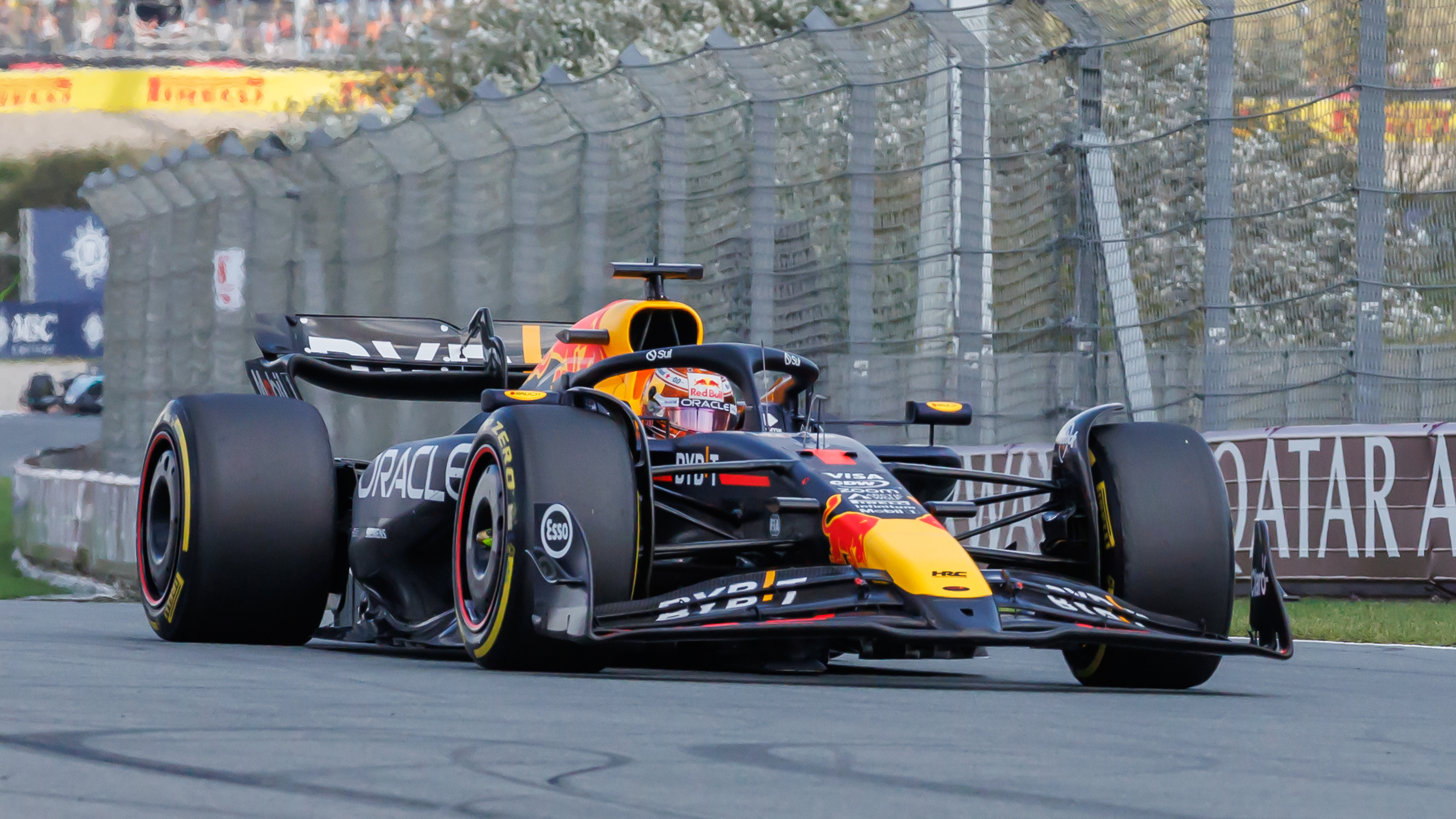
Verstappen beim Großen Preis der Niederlande

Beim Großen Preis der Niederlande fuhr Verstappen die zweitschnellste Zeit im Qualifying. Er übernahm kurzzeitig die Führung, nachdem Norris einen schlechten Start hatte, aber der McLaren-Fahrer zeigte hinter seinem Rivalen ein konstantes Tempo. In Runde 18 übernahm Norris die Führung und vergrößerte den Abstand zu Verstappen um über 22 Sekunden, wodurch er den Sieg holte; zum Vergleich: Verstappen konnte in Führung liegend nur einen Vorsprung von weniger als 1,5 Sekunden auf Norris herausfahren und hatte Probleme, das Auto zu wenden.
Beim Großen Preis von Italien qualifizierten sich beide Red Bulls für den siebten bzw. achten Platz, Verstappen und Pérez. Pérez beendete das Rennen auf seinem Startplatz als Achter, während Verstappen einen Platz gutmachte und Sechster wurde, am Ende aber 37 Sekunden hinter dem Rennsieger Charles Leclerc lag.

### Abschlussrunden: Rivalen abwehren
Beim Großen Preis von Aserbaidschan qualifizierten sich Max Verstappen auf dem sechsten Platz und Perez auf den vierten Platz. Damit hat Perez seit 33 Rennen, Max Verstappen outqualifiziert. Im Rennen war Perez die meiste Zeit auf den dritten Platz, bis in Runde 50 Perez und Sainz kollidieren. Verstappen hat das Rennen auf den fünften Platz beendet.
Beim Großen Preis von Singapur qualifizierten sich Max Verstappen auf den zweiten Platz und Perez ist aus Q2 ausgeschieden, sodass er auf den zwölften Platz qualifizierte. Im Rennen beendete Max Verstappen auf den zweiten Platz 21 Sekunden hinter Lando Norris und Perez nur auf den zehnten Platz hinter Nico Hülkenberg.
Beim Großen Preis der USA qualifizierte sich Max Verstappen im Sprint-Qualifying auf der Pole-Position. Sergio Pérez qualifizierte sich auf dem 11. Platz. Max Verstappen gewann anschließend das Sprintrennen, während Pérez nur den 9. Platz belegte. Im Hauptrennen hatten Lando Norris und Max Verstappen einen Zweikampf in den letzten Runden, bei dem Lando Norris eine Strafe für „Leaving the Track and Gaining an Advantage“ erhielt und Max dann das Rennen auf dem 3. Platz beendete. Pérez beendete das Rennen auf dem 7. Platz.
Im Großen Preis von Mexiko qualifizierte sich Verstappen auf dem 2. Platz hinter Carlos Sainz, während Pérez nur den 18. Platz belegte. Im Rennen konnte Verstappen zu Beginn Sainz überholen und führte das Rennen, wurde aber dann erneut von Carlos Sainz überholt. Zudem erhielt er zwei Strafen von je 10 Sekunden während seines Zweikampfs mit Lando Norris, einmal für „Forcing another Driver off the Track“ und dann für „Leaving the Track and Gaining an Advantage“. Er verbüßte seine Strafe in der Box und kämpfte sich dann auf den 6. Platz vor. Pérez erhielt ebenfalls eine 5-Sekunden-Strafe wegen „False Start“ und hatte am Ende einen Zweikampf mit Liam Lawson, bei dem Lawson von der Strecke fuhr. Pérez beendete das Rennen auf dem 17. Platz.

## Eigenschaften
Der RB20 hatte Probleme mit dem Fahren auf Randsteinen, was besonders beim Großen Preis von Monaco deutlich wurde. Nach dem Großen Preis von Ungarn meinte Verstappen, dass das Tempo des Autos nun hinter das von McLaren zurückgefallen sei.

## Lackierungen
Im März 2024 kündigte Red Bull REBL CUSTMS an, einen Fan-Design-Lackwettbewerb für den RB20. Die siegreichen Designs sollten bei drei Rennen verwendet werden: den Großen Preis von Großbritannien, Singapur und den Vereinigten Staaten.
Beim Großen Preis von Großbritannien setzte das Team das erste der speziellen Lackierungen ein. Das Design wurde als „Stallion Red“ beschrieben und wurde von Chalaj Suvanish aus Thailand entworfen.
Vor dem Großen Preis von Singapur gab Red Bull bekannt, dass sie die Fan-Design-Lackierungen für den Großen Preis von Singapur und den Vereinigten Staaten nicht mehr verwenden würden, wobei sie Gewichtsprobleme als Grund nannten.

## Ergebnisse
| Fahrer                          | Nr.                             | 1 | 2 | 3   | 4 | 5 | 6 | 7 | 8   | 9   | 10 | 11 | 12 | 13 | 14 | 15 | 16 | 17  | 18 | 19 | 20 | 21 | 22 | 23  | 24  | Punkte | Rang |
| ------------------------------- | ------------------------------- | - | - | --- | - | - | - | - | --- | --- | -- | -- | -- | -- | -- | -- | -- | --- | -- | -- | -- | -- | -- | --- | --- | ------ | ---- |
| Formel-1-Weltmeisterschaft 2024 | Formel-1-Weltmeisterschaft 2024 |   |   |     |   |   |   |   |     |     |    |    |    |    |    |    |    |     |    |    |    |    |    |     |     | 589    | 3.   |
| Max Verstappen                  | 1                               | 1 | 1 | DNF | 1 | 1 | 2 | 1 | 6   | 1   | 1  | 5  | 2  | 5  | 4  | 2  | 6  | 5   | 2  | 3  | 6  | 1  | 5  | 1   | 6   | 589    | 3.   |
| Sergio Perez                    | 11                              | 2 | 2 | 5   | 2 | 3 | 4 | 8 | DNF | DNF | 8  | 7  | 17 | 7  | 7  | 6  | 8  | 18* | 10 | 7  | 17 | 11 | 10 | DNF | DNF | 589    | 3.   |

| Legende  | Legende            | Legende                                                          |
| Farbe    | Abkürzung          | Bedeutung                                                        |
| -------- | ------------------ | ---------------------------------------------------------------- |
| Gold     | –                  | Sieg                                                             |
| Silber   | –                  | 2. Platz                                                         |
| Bronze   | –                  | 3. Platz                                                         |
| Grün     | –                  | Platzierung in den Punkten                                       |
| Blau     | –                  | Klassifiziert außerhalb der Punkteränge                          |
| Violett  | DNF                | Rennen nicht beendet (did not finish)                            |
| Violett  | NC                 | nicht klassifiziert (not classified)                             |
| Rot      | DNQ                | nicht qualifiziert (did not qualify)                             |
| Rot      | DNPQ               | in Vorqualifikation gescheitert (did not pre-qualify)            |
| Schwarz  | DSQ                | disqualifiziert (disqualified)                                   |
| Weiß     | DNS                | nicht am Start (did not start)                                   |
| Weiß     | WD                 | zurückgezogen (withdrawn)                                        |
| Hellblau | PO                 | nur am Training teilgenommen (practiced only)                    |
| Hellblau | TD                 | Freitags-Testfahrer (test driver)                                |
| ohne     | DNP                | nicht am Training teilgenommen (did not practice)                |
| ohne     | INJ                | verletzt oder krank (injured)                                    |
| ohne     | EX                 | ausgeschlossen (excluded)                                        |
| ohne     | DNA                | nicht erschienen (did not arrive)                                |
| ohne     | C                  | Rennen abgesagt (cancelled)                                      |
| ohne     | keine WM-Teilnahme |                                                                  |
| sonstige | P/fett             | Pole-Position                                                    |
| sonstige | 1/2/3/4/5/6/7/8    | Punktplatzierung im Sprint-/Qualifikationsrennen                 |
| sonstige | SR/kursiv          | Schnellste Rennrunde                                             |
| sonstige | *                  | nicht im Ziel, aufgrund der zurückgelegten Distanz aber gewertet |
| sonstige | ()                 | Streichresultate                                                 |
| sonstige | unterstrichen      | Führender in der Gesamtwertung                                   |

### Detaillierte Darstellung inkl. Sprintrennen (SPR) und Hauptrennen (HAU)
| Pos                             | Fahrer        | Nr. | 1   | 2   | 3   | 4   | 5   | 5   | 6   | 6   | 7   | 8   | 9   | 10 | 11 | 11 | 12 | 13 | 14 | 15 | 16 | 17  | 18 | 19 | 19 | 20 | 21 | 21 | 22 | 23 | 23  | 24  | Punkte |
| ------------------------------- | ------------- | --- | --- | --- | --- | --- | --- | --- | --- | --- | --- | --- | --- | -- | -- | -- | -- | -- | -- | -- | -- | --- | -- | -- | -- | -- | -- | -- | -- | -- | --- | --- | ------ |
| Formel-1 Weltmeisterschaft 2024 |               |     |     |     |     |     |     |     |     |     |     |     |     |    |    |    |    |    |    |    |    |     |    |    |    |    |    |    |    |    |     |     |        |
| SPR                             | HAU           | SPR | HAU | SPR | HAU | SPR | HAU | SPR | HAU | SPR | HAU |     |     |    |    |    |    |    |    |    |    |     |    |    |    |    |    |    |    |    |     |     |        |
| 1.                              | M. Verstappen | 1   | 1   | 1   | DNF | 1   | 1   | 1   | 1   | 2   | 1   | 6   | 1   | 1  | 1  | 5  | 2  | 5  | 4  | 2  | 6  | 5   | 2  | 1  | 3  | 6  | 3  | 1  | 5  | 8  | 1   | 6   | 437    |
| 8.                              | S. Pérez      | 11  | 2   | 2   | 5   | 2   | 3   | 3   | 3   | 4   | 8   | DNF | DNF | 8  | 8  | 7  | 17 | 7  | 7  | 6  | 8  | 18* | 10 | 9  | 7  | 17 | 8  | 11 | 10 | 20 | DNF | DNF | 152    |

| Legende  | Legende            | Legende                                                          |
| Farbe    | Abkürzung          | Bedeutung                                                        |
| -------- | ------------------ | ---------------------------------------------------------------- |
| Gold     | –                  | Sieg                                                             |
| Silber   | –                  | 2. Platz                                                         |
| Bronze   | –                  | 3. Platz                                                         |
| Grün     | –                  | Platzierung in den Punkten                                       |
| Blau     | –                  | Klassifiziert außerhalb der Punkteränge                          |
| Violett  | DNF                | Rennen nicht beendet (did not finish)                            |
| Violett  | NC                 | nicht klassifiziert (not classified)                             |
| Rot      | DNQ                | nicht qualifiziert (did not qualify)                             |
| Rot      | DNPQ               | in Vorqualifikation gescheitert (did not pre-qualify)            |
| Schwarz  | DSQ                | disqualifiziert (disqualified)                                   |
| Weiß     | DNS                | nicht am Start (did not start)                                   |
| Weiß     | WD                 | zurückgezogen (withdrawn)                                        |
| Hellblau | PO                 | nur am Training teilgenommen (practiced only)                    |
| Hellblau | TD                 | Freitags-Testfahrer (test driver)                                |
| ohne     | DNP                | nicht am Training teilgenommen (did not practice)                |
| ohne     | INJ                | verletzt oder krank (injured)                                    |
| ohne     | EX                 | ausgeschlossen (excluded)                                        |
| ohne     | DNA                | nicht erschienen (did not arrive)                                |
| ohne     | C                  | Rennen abgesagt (cancelled)                                      |
| ohne     | keine WM-Teilnahme |                                                                  |
| sonstige | P/fett             | Pole-Position                                                    |
| sonstige | 1/2/3/4/5/6/7/8    | Punktplatzierung im Sprint-/Qualifikationsrennen                 |
| sonstige | SR/kursiv          | Schnellste Rennrunde                                             |
| sonstige | *                  | nicht im Ziel, aufgrund der zurückgelegten Distanz aber gewertet |
| sonstige | ()                 | Streichresultate                                                 |
| sonstige | unterstrichen      | Führender in der Gesamtwertung                                   |